# Escolarca
Dava-se o nome de escolarca (em grego clássico: σχολάρχης; romaniz.: skholárkhês), na Grécia Antiga, ao director de uma escola filosófica, garante da coerência da doutrina. Era pois um reitor. É chamado também de "diádoco" (διάδοχος), por dois autores neoplatónicos: Proclo e Damáscio.
A tradição das escolas gregas era a de que o primeiro escolarca fosse designado pelo fundador da escola. Por exemplo, na Academia de Platão, este designou Espeusipo. Os seguintes foram eleitos de maneira conjunta pelos alunos e os mestres. Chegou a ser frequente que o escolarca e seus sucessores estivessem unidos por uma relação de pederastia (Crates de Atenas foi discípulo e amante de Polémon de Atenas, assim como seu sucessor na direcção da Academia).
Sucessivamente, dirigiram a Academia de Atenas: Platão (fundador em 388 a.C.), Espeusipo (primeiro escolarca em 348 a.C.), Xenócrates (339 a.C.), Polemo de Atenas (315 a.C.), Crates de Atenas (269 a.C.) e Antíoco de Ascalão (décimo terceiro e último escolarca no ano 86 a.C.). 
No Liceu, sucederam-se: Aristóteles (fundador em 335 a.C.), Teofrasto (primeiro escolarca em 322 a.C.), Estratão de Lâmpsaco (288 a.C.), Licón de Tróade (268), Aríston de Quio (224 a.C.) e, mais tarde, Diodoro de Tiro (118 a.C.) e Andrónico de Rodes (décimo e último escolarca do Liceu em 78 a.C.). 